# Braeburn Falls
Die Braeburn Falls sind ein Wasserfall im Nelson-Lakes-Nationalpark auf der Südinsel Neuseelands. Er liegt im Lauf eines namenlosen Bachs, der eige hundert Meter hinter dem Wasserfall in den Lake Rotoroa mündet. Seine Fallhöhe beträgt rund 17 Meter.
Von der Ortschaft Rotoroa am Nordende des Sees führt der Braeburn Track in einer Gehzeit von etwa 45 Minuten zum Wasserfall.